# Casavatore
Casavatore – miasto i gmina we Włoszech, w regionie Kampania, w prowincji Neapol.
Według danych na rok 2004 gminę zamieszkiwały 19 884 osoby, 19 884 os./km².